# Новокохановское
Новокохановское (Новокохановка) — село в Кизлярского района Дагестана. Административный центр сельского поселения «Сельсовет «Новокохановский»».

## География
Населённый пункт расположен между каналами Центральный и Новый Чилимный, в 4 км к западу от города Кизляр.
Граничит на севере с селом Кузнецовским, на северо-востоке с Первокизлярским и селом им. Шаумяна, на востоке с Красным Восходом, на юге с Краснооктябрьским, на западе с Новомонастырским. На севере село окружён Новокохановским лесом.
В селе четыре улицы: Мира, Молодёжная, Таловская, Школьная.

## История
Основано в конце XIX века переселенцами из станицы Кохановской (Умаханюртовской) (располагалась в устье р. Сунжа, уничтожена в 1917 году).

## Население
| 1926 | 1970 | 1989 | 2002 | 2010 | 2021 |
| ---- | ---- | ---- | ---- | ---- | ---- |
| 196  | ↗363 | ↗430 | ↗634 | ↗845 | ↗978 |

Национальный состав
По данным Всесоюзной переписи населения 1926 года:
| № | Национальность | Численность, чел. | Доля  |
| - | -------------- | ----------------- | ----- |
| 1 | русские        | 196               | 100 % |

По данным Всероссийской переписи населения 2010 года:
| № | Национальность | Численность, чел. | Доля   |
| - | -------------- | ----------------- | ------ |
| 1 | даргинцы       | 357               | 42,2 % |
| 2 | аварцы         | 271               | 32,1 % |
| 3 | русские        | 152               | 18,0 % |
| 4 | лезгины        | 18                | 2,1 %  |
| 5 | лакцы          | 17                | 2,0 %  |
| 6 | другие         | 30                | 3,6 %  |

По данным Всероссийской переписи населения 2010 года, в селе проживало 845 человек (411 мужчин и 434 женщины).